# Orshi Drozdik
Orshi Drozdik née en 1946 à Abda en Hongrie est une artiste féministe hongroise. Elle vit et travaille à Budapest et à New York.

## Biographie
Elle est née en 1946 à Abda ,dans le Győr-Moson-Sopron, au nord-ouest de la Hongrie. De 1970 à 1977, elle étudie à l'université hongroise des beaux-arts. Dès les premiers projets, elle questionne les structures patriarcales, les rôles de genre et la représentation normative du corps féminin.
Elle expérimente la performance, l'installation, la photographie, la peinture et le son.
Au milieu des années soixante-dix, elle crée la série Mythologie individuelle. Elle superpose des photos de danseurs et de son propre corps sur lequel est projeté des images de l’histoire hongroise. Elle questionne sa position d'artiste, de femme et de citoyenne.
En 1980, elle s'installe à Amsterdam puis à New York.
En 1986, elle invente le personnage d'Edith Simpson, une scientifique du XVIIIe siècle.
Pour Manufacturing the Self: The Body Self, elle dispose un moule de son corps en caoutchouc jaune, sur une table de dissection. Elle place autour du corps des lettres d'amour gravées dans des plaques d'argent. Elle accroche une pellicule de photographies en noir et blanc, représentant des figures de cire utilisées pour des études médicales. Le nu féminin est exposé comme un objet passif et sans défense.
En 2006, elle publie la thèse Individual Mythology: From Conceptual to Postmoderm.

## Rétrospectives
- Manufacturing the Self: Convent, Abbaye de Maubuisson, Saint-Ouen-l'Aumône, 1993
- le corps pathologique, Musée des beaux-arts de Nantes, Nantes, 1995[4]
- Manufacturing the Self: Body Self, Ludwig Museum – Museum of Contemporary Art, Budapest, 1996
- Oshi Ohashi: Young and Beautiful, Confident Cosmetic Line, Goethe Institute, Budapest, 1997
- Objects I (1996–2000) = My Mother’s Porcelain Figurines, Knoll Gallery, Budapest, 2001
- Objects II (1996–2000) = My Mother’s Porcelain Figurines, Knoll Galerie, Vienne, 2001
- Drozdik Orshi Retrospective Exhibition, Ludwig Museum – Museum of Contemporary Art, Budapest, 2002[5]
- Passion after Appropriation, retrospective exhibition, Museum of Contemporary Art, Zagreb, 2003
- My Life as an 18th Century Scientist, Collegium Helveticum, ETH, Zurich, 2004
- The Other Venus (Retrospective exhibition. A thematic selection from works made between 1975–2011), MODEM Center for Modern and Contemporary Art, Debrecen, 2012
- It’s All Over Now Baby Blue, Gandy Gallery, Bratislava, 2013
- Sexual Mythology 1982, Ateliers Pro Arts Gallery, Budapest, 2019
- O.D.F.A.M. Orshi Drozdik Feminist Art Museum, Knoll Galerie, Vienne, 2019

- Orshi Drozdik Paintings and Drawings, Ateliers Pro Arts Art Center, Budapest, 2021

## Prix
- Kondor Béla Award of the Hungarian Academy of Fine Arts, Budapest, 1976[6]

- Prince Bernhard Foundation fellowship, Amsterdam, 1985
- Munkácsy Mihály State Art Award, Hongrie, 2003